# Dracula (film 2025)
Dracula (Dracula: A Love Tale) è un film del 2025 scritto e diretto da Luc Besson. 
La pellicola è un adattamento cinematografico del romanzo omonimo di Bram Stoker.

## Produzione
Nel febbraio 2024 è stato annunciato che Luc Besson avrebbe scritto e diretto un nuovo adattamento cinematografico di Dracula con Caleb Landry Jones e Christoph Waltz. Il regista francese ha spiegato che il progetto è nato dal suo desiderio di lavorare nuovamente con Jones dopo l'esperienza del film Dogman del 2023, il che lo ha spinto a considerare il ruolo di Dracula ideale per l'attore statunitense.
Le riprese sono iniziate in Finlandia il 27 marzo 2024 e sono proseguite in Francia, coinvolgendo anche Parigi.

## Promozione
Il primo trailer è stato diffuso il 5 giugno 2025.

## Distribuzione
La distribuzione nelle sale francesi è iniziata il 30 luglio 2025. In Italia il film sarà distribuito nelle sale il 30 ottobre 2025.